# Lagtingsvalet på Åland 2023
Lagtingsvalet på Åland 2023 hölls den 15 oktober 2023. Samtliga 30 platser i Ålands lagting valdes för en period på fyra år.

## Valresultat
Liberalerna på Åland blev största parti och ökade från sex till nio mandat. Åländsk Center tappade två mandat och fick sju. Obunden samling och Ålands socialdemokrater ökade med varsitt mandat. Moderat samling för Åland behöll sina fyra mandat. Hållbart initiativ minskade från två till ett mandat. Ålands framtid och Åländsk Demokrati fick inga mandat.

### Röster och mandat
| Parti                     | Röster | %    | Mandat | ±  |
| ------------------------- | ------ | ---- | ------ | -- |
| Liberalerna på Åland      | 4 204  | 30,0 | 9      | +3 |
| Åländsk Center            | 2 983  | 21,2 | 7      | –2 |
| Obunden samling           | 2 150  | 15,3 | 5      | +1 |
| Ålands socialdemokrater   | 1 801  | 12,8 | 4      | +1 |
| Moderat samling för Åland | 1 761  | 12,6 | 4      | 0  |
| Hållbart initiativ        | 720    | 5,1  | 1      | –1 |
| Ålands framtid            | 403    | 2,9  | 0      | –1 |
| Åländsk Demokrati         | 0      | 0,0  | 0      | –1 |

### Personröster (topp 5)
- Katrin Sjögren (Lib): 678
- Stellan Egeland (Ob): 585
- Camilla Gunell (S): 515
- Wille Valve (M): 384
- Marcus Måtar (Ob): 368

## Invalda ledamöter
Listan över invalda ledamöter:
- Jessy Eckerman (S)
- Stellan Egeland (Ob)
- Anders Ekström (Lib)
- Nina Fellman (S)
- Camilla Gunell (S)
- Jörgen Gustafsson (C)
- Annika Hambrudd (C)
- Anders Holmberg (M)
- John Holmberg (Lib)
- Annette Holmberg-Jansson (M)
- Roger Höglund (C)
- Harry Jansson (C)
- Jesper Josefsson (C)
- Rainer Juslin (Lib)
- Andreas Kanborg (Ob)
- Peter Lindbäck (Lib)
- Mogens Lindén (S)
- Johan Lindström (Ob)
- Sandra Listherby (Lib)
- Liz Mattsson (C)
- Marcus Måtar (Ob)
- Mika Nordberg (M)
- Benny Pettersson (Lib)
- Simon Påvals (Lib)
- Alfons Röblom (HI)
- Katrin Sjögren (Lib)
- Veronica Thörnroos (C)
- Wille Valve (M)
- Christian Wikström (Ob)
- Ingrid Zetterman (Lib)

## Statistik
- 10 kvinnor och 20 män valdes in.
- Medelåldern bland de invalda är 49 år. Ingen ledamot är under 30 år.

## Regeringsbildning
Efter valet bildade Liberalerna, Centern och Socialdemokraterna regering med Katrin Sjögren som lantråd. Den nya regeringen tillträdde den 11 december 2023.